# Grafschaft Kerpen und Lommersum
Die beiden Herrschaften Kerpen und Lommersum lagen südwestlich von Köln. Nachdem sie ursprünglich im Machtbereich Kurkölns gewesen waren, fielen sie nach der Schlacht von Worringen infolge des Limburger Erbfolgestreits im Jahre 1288 an das Herzogtum Brabant.
Im Jahre 1404 kamen die Gebiete durch Erbschaft an Burgund und später wiederum durch Erbschaft an die Habsburger. Bei der Teilung des Habsburger Länder 1522 kamen Kerpen und Lommersum an die Spanischen Niederlande. In den folgenden 200 Jahren wurden die beiden Herrschaften häufig an die benachbarten Landesherren (Kurköln, Herzogtum Jülich und Haus Nassau) verpfändet.
Im Jahre 1710 wurden sie an das Herzogtum Jülich übertragen, welches in der Zwischenzeit an Pfalz-Neuburg gefallen war. Der Herzog Johann Wilhelm übertrug seinem Minister Graf Schaesberg die Herrschaften, die schon zwei Jahre später zur Reichsgrafschaft erhoben wurden.
Die Reichsunmittelbarkeit, die 1786 erlangt wurde, dauerte allerdings nicht lange, denn schon 1795 wurde das Territorium von Frankreich besetzt und die Grafen Schaesberg erhielten 1803 das Amt Thannheim der ehemaligen Reichsabtei Ochsenhausen. 
Der Kleinstaat umfasste am Ende seines Bestehens nur rund 75 km² mit ca. 3000 Einwohnern. Seit 1815 gehörte das Gebiet zur preußischen Rheinprovinz.
Von der ehemaligen Burg Kerpen existiert nur noch der Burghügel, denn der letzte Reichsgraf von Kerpen und Lommersum wollte anstelle der Burgruine ein Schloss errichten, kam aber wegen der französischen Besatzung nicht mehr dazu.
In der Nähe von Lommersum liegt mit Burg Bodenheim der einzige noch erhaltene Adelssitz der ehemaligen Reichsgrafschaft.